# Biserica greco-catolică din Máriapócs
Biserica greco-catolică din Máriapócs (în maghiară Szent Mihály főangyal templom) este un important loc de pelerinaj din nord-estul Ungariei. Icoana de la Pócs se află din 1697 în Catedrala Sfântul Ștefan din Viena.
Aici au avut loc hirotonirea preoțească a lui Inocențiu Micu-Klein (23 septembrie 1729) și hirotonirea episcopală a lui Petru Pavel Aron (1 septembrie 1752).

## Galerie de imagini

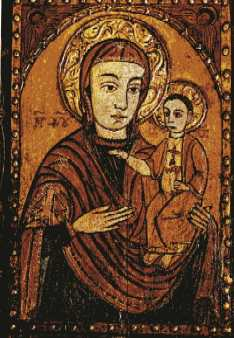
Maica Domnului de la Pócs
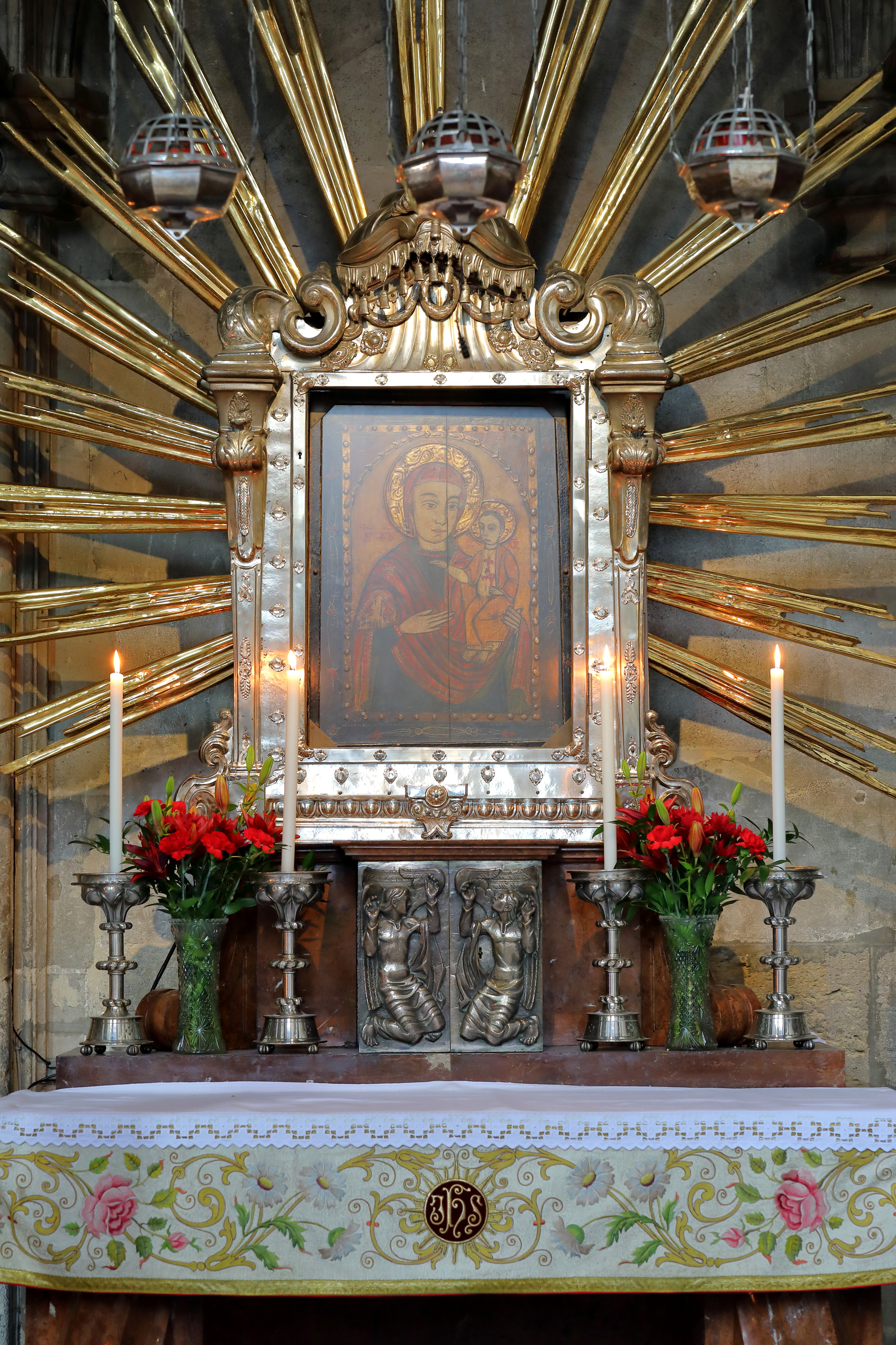
Icoana de la Pócs, aflată din 1697 în Catedrala Sfântul Ștefan din Viena
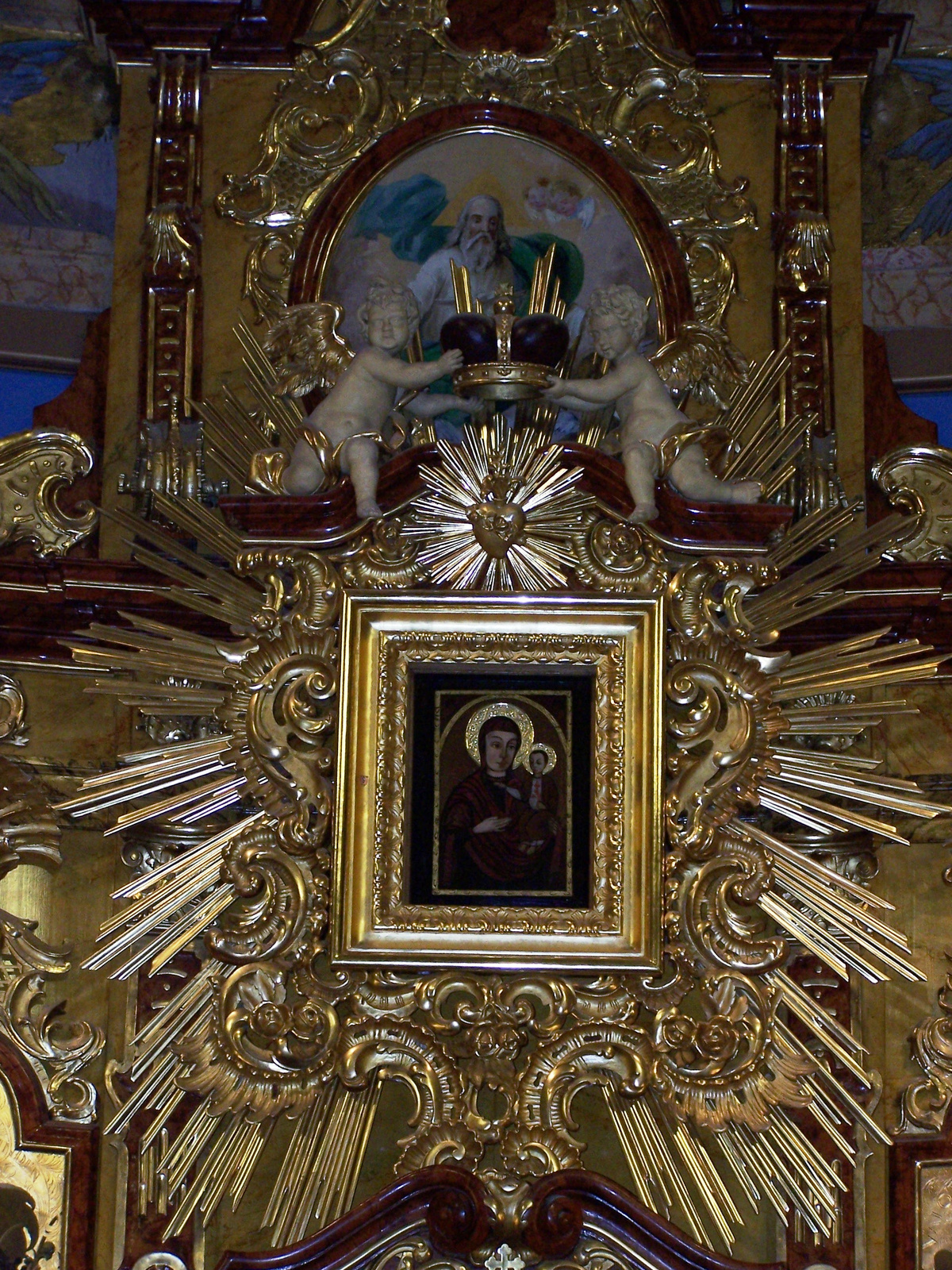
Copia icoanei, în biserica din Máriapócs
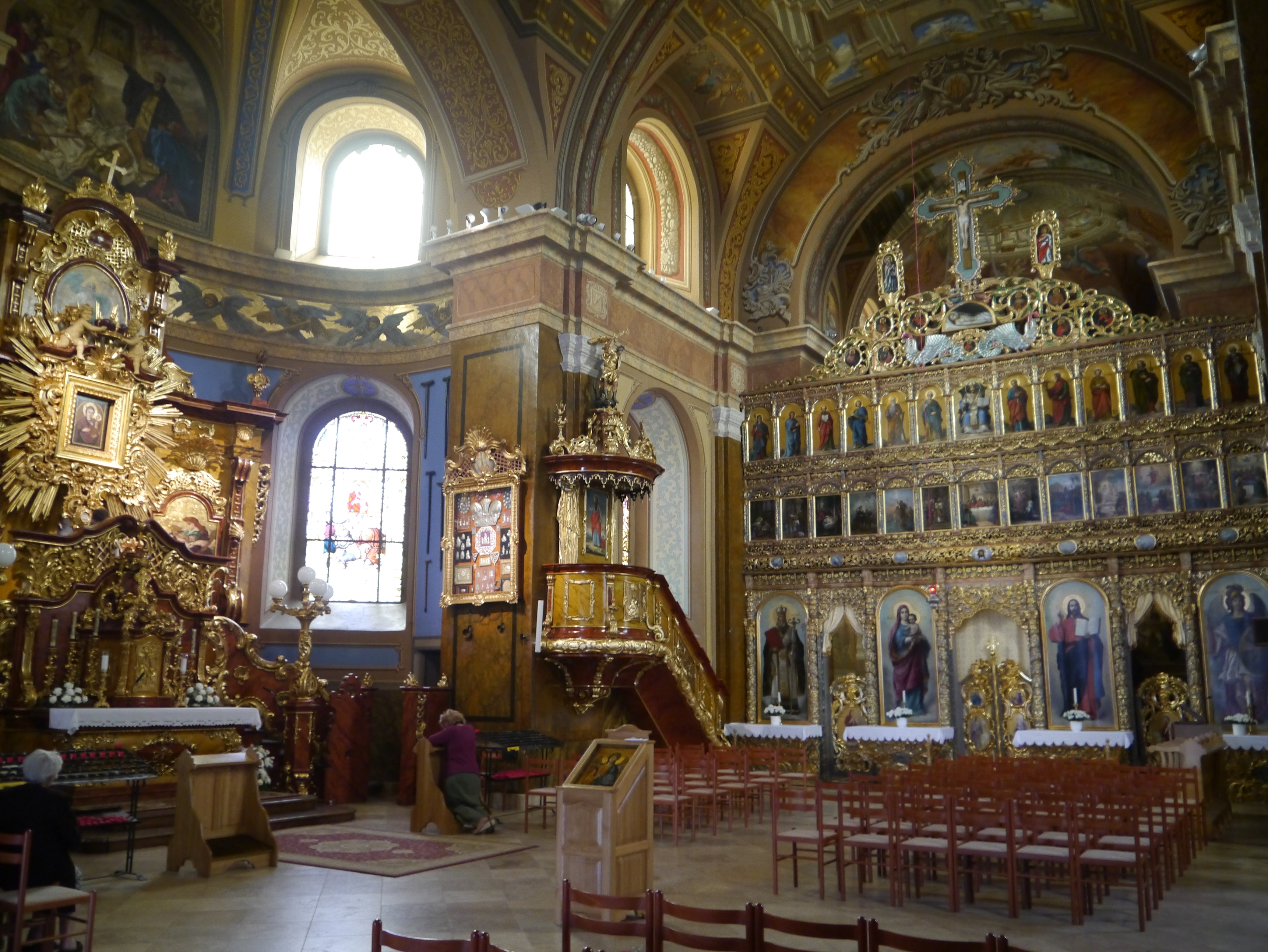
Iconostasul